# 1926 v loďstvech
Tento článek obsahuje významné události v oblasti loďstev v roce 1926.

## Lodě vstoupivší do služby
- 26. května –  Hr. Ms. Sumatra – lehký křižník třídy Java

- 1. září –  Lamotte-Piquet – lehký křižník třídy Duguay-Trouin

- 1. září –  Primauguet – lehký křižník třídy Duguay-Trouin

- 19. září –  Duguay-Trouin – lehký křižník stejnojmenné třídy